# Eilenburger Chemiewerk
Das Eilenburger Chemiewerk (ECW) war ein traditionsreicher Chemiestandort in der Stadt Eilenburg. Die Fabrik wurde 1887 vom Leipziger Industriellen Ernst Mey als Zweigwerk von Mey & Edlich zur Zelluloid-Herstellung gegründet. Seit 1889 firmierte das Unternehmen als Deutsche Celluloid-Fabrik (DCF), war ab 1926 Teil der I.G. Farben, ab 1946 Sowjetische Aktiengesellschaft und zu DDR-Zeiten ein Volkseigener Betrieb im Kombinat Buna. Im Laufe der Jahre wurden viele weitere chemische Produkte, wie Peroxide und Celluloseacetat, in das Programm aufgenommen. Seit 1936 stellte man auch PVC-Kunststoffe unter der Marke Decelith her. Nach der Wiedervereinigung scheiterte der Versuch einer Privatisierung; es folgte die Liquidation und anschließende Neugründung des Eilenburger Compound-Werkes (später Polyplast Compound-Werk), das noch heute am Standort Kunststoffe produziert. Die nicht mehr genutzten Anlagen und Gebäude wurden nach und nach abgebrochen und das Gelände für Neuinvestitionen erschlossen.
Der Transport der Waren erfolgte hauptsächlich über die Schiene, von 1892 bis 1998 besaß das Werk ein Anschlussgleis. Das Werksbahnnetz wuchs mit dem Werk und hatte 1992 eine Länge von 17 Kilometern erreicht. Neben dem Betriebsbahnhof und dem Anschlussbahnhof gab es in den späteren Jahren zudem einen Containerbahnhof. Zum Einsatz kamen vor allem Dampfspeicherlokomotiven.

## Geschichte

### Von der Gründung bis zum Zweiten Weltkrieg

Luftbild des Werksgeländes um 1916

Im Jahre 1885 wurde im Gebiet zwischen der Stadt Eilenburg und dem 1865 eingemeindeten Kültzschau rechts der Mulde mit dem Bau einer Chemiefabrik begonnen. Eigentümer war der Leipziger Industrielle Ernst Mey, der auch Inhaber des in Leipzig-Plagwitz ansässigen Betriebs Mey & Edlich war. Am 14. Mai 1887 wurde das Unternehmen Ernst Mey & Co. „Herstellung von Wäsche aus Papier und Celluloid in Leipzig“ mit dem Zweigwerk Eilenburg in das Handelsregister eingetragen. Am 1. November 1887 wurde der Betrieb in Eilenburg aufgenommen. Damals war das einzige Produkt des Eilenburger Werks Cellulosenitrat zur Herstellung von Zelluloid und Lacken. Bereits Ende 1889 erfolgte die Umwandlung des Unternehmens in eine Aktiengesellschaft. Damit einher ging die Umbenennung in Deutsche Celluloid-Fabrik AG Leipzig (DCF).

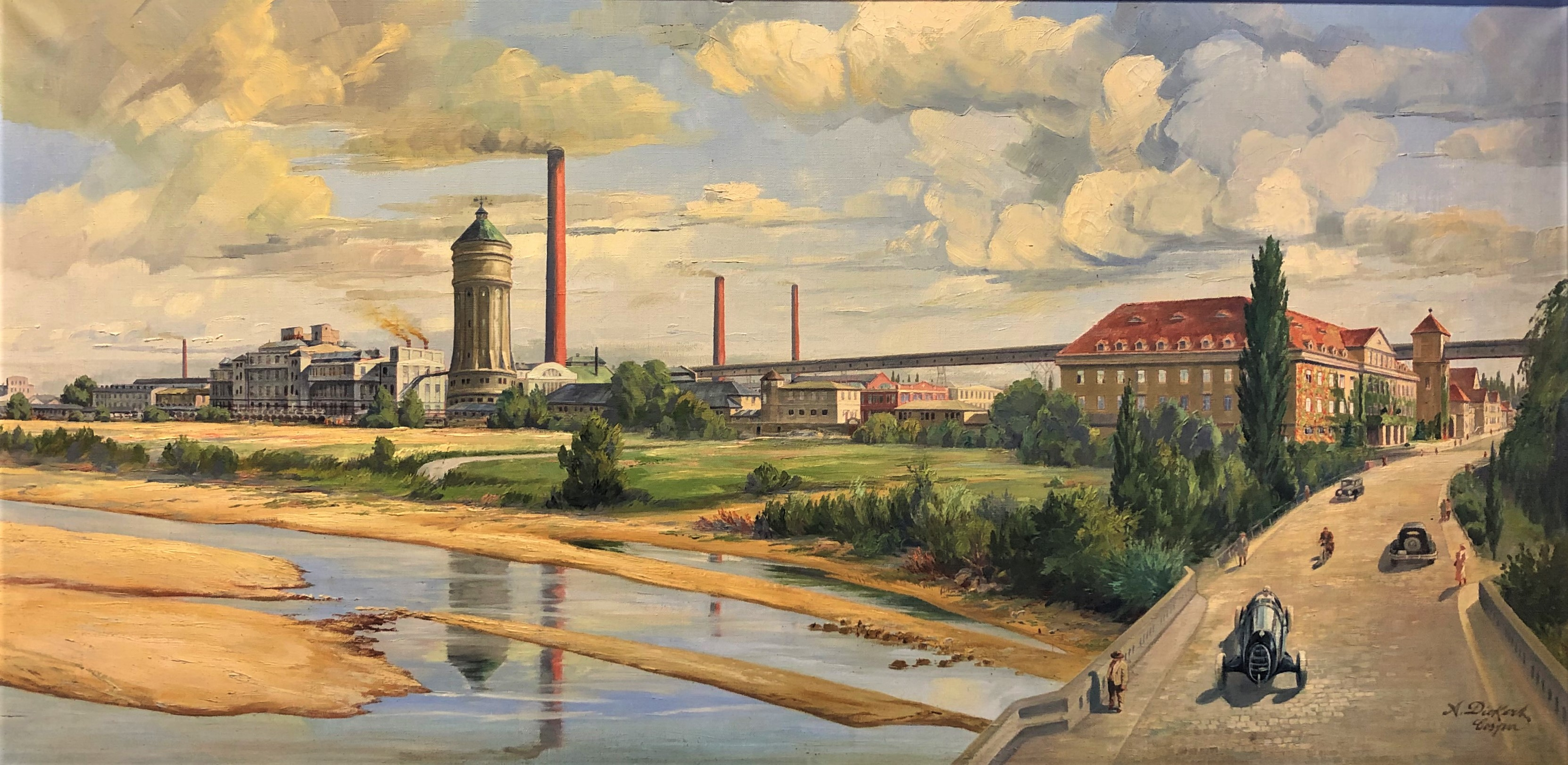
Ölgemälde der DCF von Alfred Dickert, der es für das Direktorenzimmer anfertigte (um 1930, Sammlung Stadtmuseum Eilenburg)

Anfang des 20. Jahrhunderts wuchs das Werk weiter. Hinzu kamen eine Nitrieranlage und ein Papierholländer. Mit der Imitation von Stoffen wie Perlmutt durch Zelluloid, wofür das Unternehmen unter dem Namen „Perloid“ Patent anmeldete, konnte auch der Kundenstamm vergrößert werden, zu dem nun auch Schmuck- und Musikinstrumentehersteller gehörten. Zu Beginn des Ersten Weltkriegs wurde die Produktion zum großen Teil auf Schießbaumwolle umgestellt und während des Krieges immer weiter ausgedehnt, so dass auch in dieser Zeit weitere Neubauten realisiert wurden. So wurden ein Kraftwerk mit mechanisierter Bekohlung, eine Produktionsstätte für Salpetersäure und der Wasserturm zur Wasserversorgung der Produktion und als Löschwasserspeicher errichtet. 1915 wurde der Sitz der AG nach Eilenburg verlegt.
1924 begann man mit dem Bau des Serum-Werkes südlich des eigentlichen Werksgeländes. Schon gegen Ende der 1920er Jahre wurden die dortige Produktion wieder eingestellt. Im  Laborgebäude in der Kastanienallee (zeitweise: Bartholomäusaue) 1 und 2 wurden Betriebswohnungen eingerichtet.
In den Inflationsjahren nach dem Krieg hatte die DCF kurze Zeit die Genehmigung, selbst Notgeld auszugeben. 1923 wurde die DCF durch einen rückwirkend auf 1921 abgeschlossenen Anschlussvertrag zur Tochtergesellschaft der Köln-Rottweil AG, wurde aber 1926 von der Muttergesellschaft an den I.G.-Farben-Konzern verkauft. Die Weltwirtschaftskrise ab 1929 zwang auch die DCF zur Reduzierung der Belegschaft, dennoch blieb sie der größte Arbeitgeber der Stadt. Die DCF unterhielt mehrere Zweigniederlassungen, darunter ein Werk in Leipzig, in dem aus Rohzelluloid Gebrauchsgüter hergestellt wurden sowie die Zelluloidfabrik Oskar Schenck Nachf. im württembergischen Mengen. Die Niederlassungen Celluloidwarenfabrik Karl Standfuß in Freital bei Dresden sowie die N. V. Eerste Nederlandsche Celluloidwaren Fabriek im holländischen Hilversum, an der die DCF mit 50 Prozent beteiligt war, wurden 1931 in Folge der Weltwirtschaftskrise geschlossen. 1930 trat das Unternehmen der Celluloid-Verkaufs-Gesellschaft m. b. H. in Berlin bei, an der es 30 Prozent der Anteile hielt. 1939 gehörte die DCF zusammen mit der Dynamit AG und der IG Farben zu den Gründungsmitgliedern der Verkaufsgesellschaft für Kunststoff-Erzeugnisse m. b. H. in Frankfurt am Main, an der sie mit 37,5 Prozent beteiligt war.
1936 kam die Produktion eines Kunststoffs auf Grundlage von Polyvinylchlorid zur Produktionspalette hinzu. Als Handelsname wurde der Begriff Decelith als teilweises Akronym zum Betriebsnamen Deutsche Celluloid-Fabrik eingeführt. Für den Zweiten Weltkrieg ging man wieder zur Kriegsproduktion über, allerdings wurde auch Decelith weiterhin hergestellt; zusätzlich erhöhte sich die Belegschaft auf über 2.500, von denen viele Fremdarbeiter und Kriegsgefangene waren. Zur Versorgung dieser Arbeiter wurde unweit des Betriebsgeländes ein Agrarbetrieb eröffnet. Den Krieg überstand das Werk im Vergleich zur Stadt, in der 90 Prozent aller Bauten zerstört wurden, bis auf einige Granateneinschläge relativ unbeschädigt, wenngleich Anlagen zerstört wurden und ausgebessert werden mussten.

### Nachkriegszeit bis 1990
Ende Mai 1945 gingen das Kesselhaus und das Kraftwerk wieder in Betrieb, einen Monat später wurde die Produktion wieder aufgenommen. Nach den Bestimmungen des Potsdamer Abkommens begann im August 1945 die komplette Demontage der Filmfabrik und der Schallplattenherstellung. Die Facharbeiter mussten teilweise in die Sowjetunion reisen, um die Maschinen wieder aufzubauen und neue Arbeiter einzuarbeiten. Da die DCF der I.G. Farben angehörte, war eine Gesamtdemontage vorgesehen, diese konnte jedoch durch Bemühungen des Betriebsrates abgewendet werden. In den Betriebsteilen der Zelluloid- und Decelith-Herstellung gab es daher nur Teildemontagen. Die Demontage war im September 1945 abgeschlossen. 1946 erfolgte die Umwandlung in eine Sowjetische Aktiengesellschaft (SAG), gleichzeitig änderte sich der Name in Eilenburger Celluloid-Werk (russisch ЭЙЛЕНБУРГСКИЙ ЦЕЛЛУЛОЙДНЫЙ ЗАВОД, Transliteration EĬLENBURGSKIĬ TSELLULOĬDNYĬ ZAVOD). Erstmals wurde das Werk als ECW abgekürzt. Das Werk unterstand der SAG für Mineralische Düngemittel.

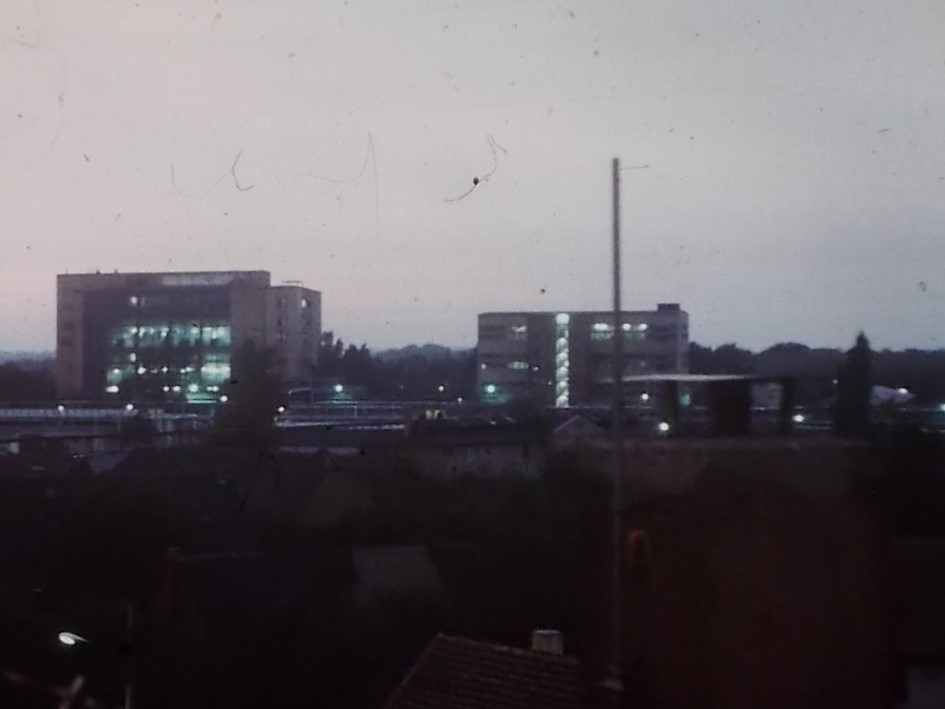
Der markante, ca. 40 Meter hohe Bau 501 der Celluloseacetatabteilung und die dazugehörige ESKO-Anlage (rechts) prägten das Werksgelände und den Stadtteil Ost. (Aufnahme Mitte der 1980er Jahre)

Im August 1953 wurde von der sowjetischen Regierung beschlossen, die letzten SAGs, zu denen auch das ECW gehörte, an die DDR zurückgegeben. Ab dieser Zeit wurden zahlreiche Produktionslinien, zum Beispiel die große Celluloseacetat-Abteilung samt eigener Kantine, neu aufgebaut, oder in bestehenden Gebäuden errichtet.
Auch entwickelte sich nun der soziale und kulturelle Bereich. Im Februar 1953 eröffnete das ECW-Klubhaus, welches aus einem ehemaligen Sozialtrakt und Speisesaal umgebaut wurde. Es bot unter anderem den diversen Kultur- und Musikgruppen des ECW eine Heimstätte, beherbergte eine Bibliothek, einen Lebensmittelladen sowie ein Betriebsambulatorium und eine Sauna, und entwickelte sich mit seinem großen Saal zur wichtigsten kulturellen Institution Eilenburgs. Später entstanden weiterhin eine Betriebskinderkrippe in der Ziegelstraße neben dem Werk und ein Betriebskindergarten an der Wurzener Landstraße. Das ECW errichtete ein eigenes Kinderferienlager an einem Badesee in Pressel. Weiterhin besaß das Werk eine Feriensiedlung direkt am Südstrand von Göhren auf Rügen.
1954 wurde das Werk aufgrund seiner Höhenlage und seiner Nähe zur Mulde besonders stark von einem Sommerhochwasser getroffen. Das Wasser stand auf dem Betriebsgelände durchschnittlich einen halben Meter hoch und zerstörte die Produktionsanlagen teilweise. Zehn Tage lang ruhte der Betrieb zwangsweise. Die Ausfälle mussten mit Sonderschichten kompensiert werden. Zum 1. Januar 1955 wurde die am Lauchberg, etwa 2 km südlich von Eilenburg-Ost stehende Produktionshalle der ehemaligen Maschinenfabrik Nestler, die 1945 zum VEB Plaste Bitterfeld kam, als Werk III dem ECW eingegliedert. Als Werk II wurde der nunmehr dem ECW unterstehende Betriebsteil in Leipzig bezeichnet, der Konsumartikel wie Kämme und Seifendosen herstellte.
Schon seit der Gründung des Werkes wurden produzierte Waren auch exportiert. Ende der 1950er Jahre nahm das ECW seine Exporttätigkeit nach dem Zweiten Weltkrieg wieder auf. Diese unterlag damals jedoch einigen Beschränkungen, so war der Außenhandel Sache des staatlichen VE Außenhandelsbetriebes Chemie Export/Import Berlin. Dennoch konnte das ECW selbst Exportvereinbarungen treffen, die dann über den staatlichen Außenhandel stattfanden. Der Anteil des Exports an der Gesamtproduktion lag bis in die 1970er Jahre bei etwa 10 Prozent. Bis in die 1980er steigerte sich das Ausfuhrvolumen auf 25 Prozent, davon gingen etwa 80 Prozent in das nichtsozialistische Wirtschaftsgebiet. Das ECW hatte Handelsbeziehungen zu 15 kapitalistischen Staaten und fünf Entwicklungsländern. 20 Prozent der Exporte ging in die RGW-Staaten.
1960 brachte das ECW erstmals PVC-Granulate auf den Markt. 1969 wurde das ECW als Betriebsteil dem neu entstandenen VEB Orbitaplast Gölzau eingegliedert, das hatte den Nachteil für das ECW, dass Investitionen vor allem im Stammbetrieb getätigt wurden. Am 1. Januar 1974 wurde das Eilenburger Celluloid-Werk in Eilenburger Chemie-Werk umbenannt und gleichzeitig wieder aus dem VEB Orbitaplast herausgelöst. Mit der Umbenennung wurde der Vergrößerung der Produktpalette um weitere Kunststoffe Rechnung getragen. Das ECW war wieder ein selbstständiger Betrieb im Kombinat Chemische Werke Buna, zu dem es bis 1990 gehörte. Die im ECW entwickelten Verfahren zur Herstellung von Cellulosenitrat zählten in den 1970er und 1980er Jahren zu den besten weltweit.

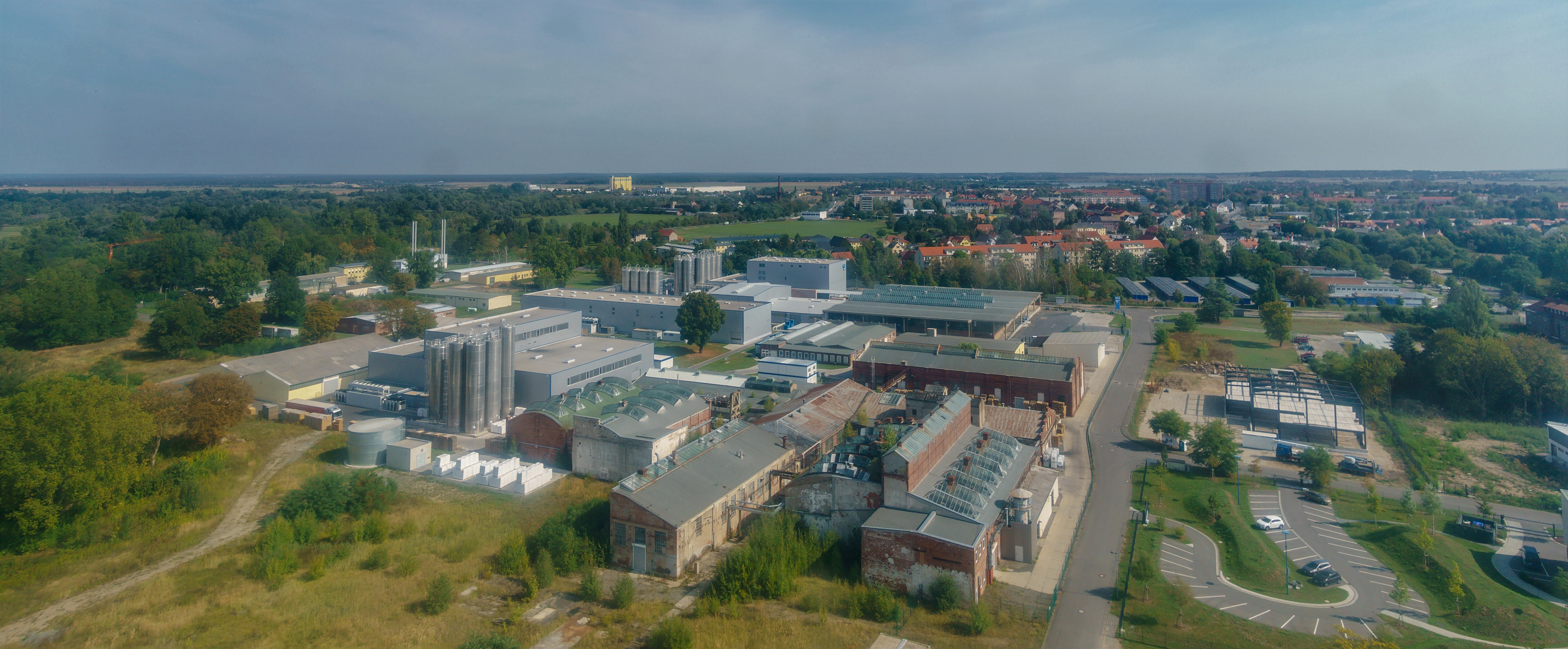
Der Nachfolgebetrieb PCW nutzt noch heute teilweise Gebäude aus der Gründungszeit der DCF (vorn). Die alten Fabrikanlagen sind repräsentative Vertreter der Industriearchitektur der zweiten Hälfte des 19. Jahrhunderts.

### Niedergang und Neugründung des Compound-Werkes
Nach 1990 übernahm die Treuhandanstalt den Betrieb und forcierte dessen Privatisierung zur Eilenburger Chemie-Werk GmbH, welche wenig später zur ebenfalls kurzlebigen Eilenburger Chemie-Werke AG umfirmiert wurde. Damit einher ging die starke Reduzierung der Belegschaft. Dennoch scheiterte der Versuch der Privatisierung letztendlich. Am 1. November 1994 wurde für die Aktiengesellschaft „Gesamtvollstreckung“ angemeldet und es folgte die Liquidation. Aus der Insolvenzmasse heraus wurde 1994 die Eilenburger Compound-Werk GmbH neu gegründet, welche die Betriebsteile der PVC- und Compound-Herstellung übernahm und weiter entwickelte. 1998 wurde dort zudem die Produktion von PP-Compounds aufgenommen. Im Jahr 2006 übernahm die Polyplast Müller Gruppe aus Straelen das Compound-Werk und führt es seither unter dem Namen Polyplast Compound-Werk (PCW). Damit verschwand die traditionsreiche Abkürzung ECW aus dem Firmennamen. Allein bis 2008 investierte der Mutterkonzern über fünf Millionen Euro in neue Produktionshallen. Seither wuchs der Betrieb wieder kontinuierlich. Heute beschäftigt das PCW etwa 150 Arbeiter und Angestellte. Die Produktpalette des PCW umfasst heute noch die Traditionsmarke Decelith sowie weitere Kunststoffe.
Das ehemalige ECW-Kinderferienlager in Pressel wurde nach 1990 privatisiert und firmiert nun unter der Bezeichnung „Feriendorf Neumühle“.

### Rückbau und Neuerschließung

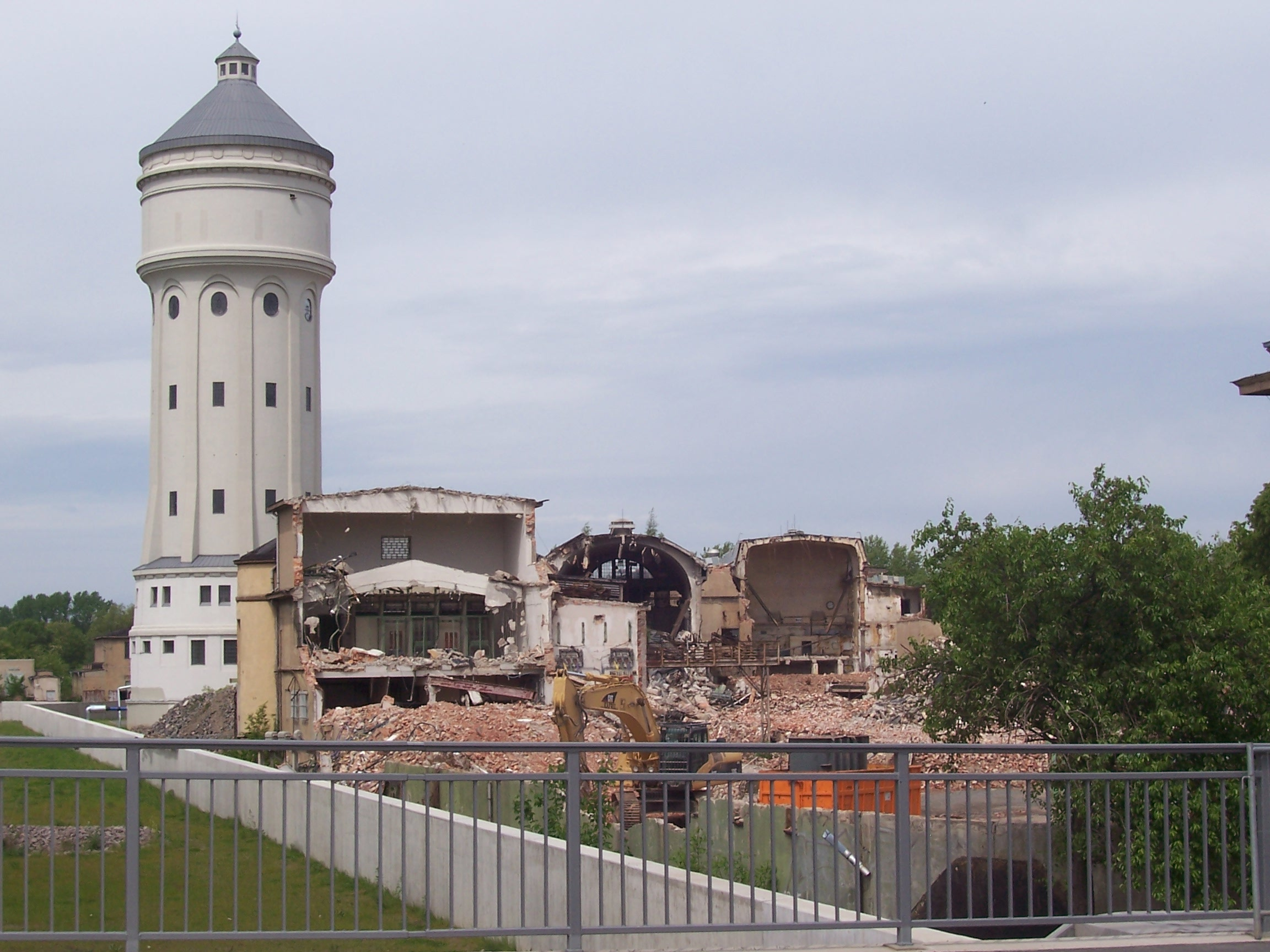
Abriss von Umspannwerk (vorn) und Turbinenhalle im Jahr 2007

Im Laufe der 1990er Jahre wurden nach und nach die Betriebsteile Celluloseacetat (1990), Nitrocellulose (etwa 1993) und Peroxide (etwa 1995) stillgelegt. Da die Gebäude nur schwer einer neuen Nutzung zuzuführen waren, war ein Abriss der Anlagen nur eine Frage der Zeit. Die ersten Abbrucharbeiten erfolgten 1995 an der Nitrieranlage. In den nächsten Jahren wurden viele kleinere Gebäude abgerissen. 2007 begannen die umfangreichsten Abbrucharbeiten, die sich bis 2009 hinzogen. In dieser Zeit wurden die Peroxid-Abteilung, die ehemalige Produktionsstätte für PVC-Halbzeuge, das Vorratslager („Magazin“), die Zentralen Werkstätten, ein Büro- und Technikumsgebäude (aufgrund zahlreicher Umbauten „Millionenbau“ genannt), die Labors, das Turbinenhaus und das bereits seit Mitte der 1960er Jahre ungenutzte, alte Kesselhaus abgebrochen. Das denkmalgeschützte Kulturhaus, das nach gescheiterten Versuchen, ein Restaurant und eine Diskothek darin zu etablieren, seit Mitte der 1990er Jahre leer stand, wurde 2008 abgerissen. Im selben Jahr wurden der Bau 501, das markante Hauptgebäude der Celluloseacetat-Abteilung, sowie das ehemalige Brauchwasserwerk und der Kohlebunker zurückgebaut. 2009 folgte der Abriss der letzten ungenutzten Bauten, damit war der Rückbau abgeschlossen.
Im Zusammenhang mit den letzten Rückbaumaßnahmen erwarb die Stadt Eilenburg große Teile des ehemaligen Betriebsgeländes nördlich der Ziegelstraße und führte dort ab 2007 deren Erschließung sowie die Rekultivierung der Flächen südlich der Ziegelstraße durch. Seither siedelten sich mehrere mittelständische Unternehmen an, neben dem PCW unter anderem die Stadtwerke Eilenburg mit einem Blockheizkraftwerk, die Eilenburger Elektrolyse- und Umwelttechnik GmbH, und ein Maschinenbaubetrieb. Das neue Gewerbegebiet wird von der Stadt unter dem Namen Kunststoffcenter am ECW-Wasserturm vermarktet.
Im ehemaligen Werk III am Lauchberg siedelte sich ein mittelständischer Fensterhersteller, der dort bereits 1990 mit der Produktion von Kunststofffenstern begann, an.

## Produkte
Bei der Eröffnung des Werkes war das einzige Produkt Cellulosenitrat, zum Beispiel in Form von Kollodiumwolle (Cellulosedinitrat), für die hauseigene Herstellung des thermoplastischen Kunststoffes Zelluloid und die Lackindustrie. Durch neue Rezepturen wurde es Anfang des 20. Jahrhunderts möglich, mit dem hergestellten Zelluloid auch Stoffe wie Perlmutt („Perloid“), Elfenbein und Horn zu imitieren. Damit konnte auch der Kundenstamm vergrößert werden, zu dem nun auch Schmuckhersteller gehörten. Die Musikinstrumentenbauer im Vogtland nutzten ausschließlich Zelluloid aus Eilenburg.
In Vorbereitung auf den Ersten Weltkrieg wurde die Produktion hauptsächlich auf Schießbaumwolle (Cellulosetrinitrat) umgestellt, das zur Herstellung von Schießpulver benötigt wurde. Zudem wurde in den Jahren des Krieges eine Produktionsstätte für Salpetersäure errichtet. Nach dem Krieg ging man wieder zur Friedensproduktion über, das heißt, es wurden Rohzelluloid in Tafeln, Röhren und Stäben sowie Wäsche aus Zelluloid hergestellt. Zudem wurden neue Anlagen zur Herstellung von Nitrolack und Nitrofilmunterlagen errichtet. Außerdem wurden die Kapazitäten für die Herstellung der von der Lackindustrie benötigten Kollodiumwolle ausgebaut.

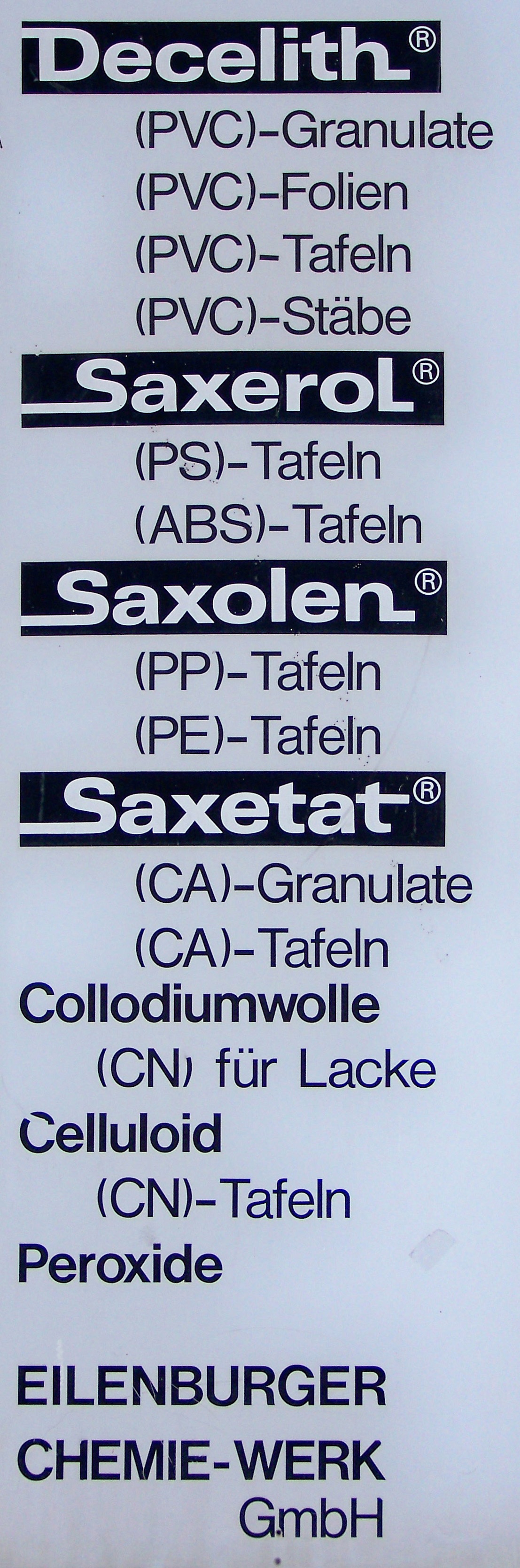
Werbetafel mit der Produktpalette des ECW nach der Privatisierung 1990

1924 begann die Produktion von Präparaten für die Veterinärmedizin im Serumwerk. In diesem kurzlebigen Betriebsteil forschte unter anderem der Tierarzt Victor Goerttler zu Impfstoffen. Schon Ende der 1920er Jahre wurde dieser Betriebsteil wieder aufgegeben.

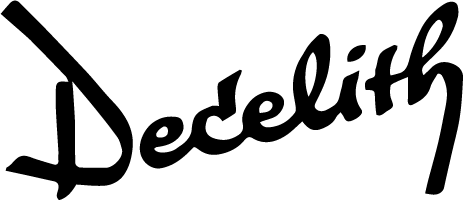
Logo der Marke Decelith aus dem Jahr 1958; ein ähnliches Logo war seit den 1930er Jahren u. a. für die Schallplattenherstellung in Gebrauch

1936 kam die Produktion eines Kunststoffes namens Decelith auf Grundlage von Polyvinylchlorid zur Produktionspalette hinzu. Das Decelith (hart) wurde als Halbfabrikat in Form von Tafeln, Platten, Folien und Rohren angeboten, das mit Weichmachern versetzte Decelith (weich) wurde für die weitere Produktion von Folien, Platten, Schläuchen und Schallplatten hergestellt. Der große Absatz von Schallplatten sorgte dafür, dass eine eigene Abteilung eingerichtet wurde. Für den Zweiten Weltkrieg ging man wieder zur Kriegsproduktion über. So wurde in der Fabrik hauptsächlich Schießpulver hergestellt, die Decelith-Produktion wurde aufrechterhalten, da der Stoff in den Kriegsjahren als Ersatz für Fensterglas benutzt wurde und weiterhin der Bedarf an Schallplatten für den Rundfunk und die Wehrmacht gedeckt werden musste.
Nach dem Krieg wurden die Film- und Schallplatten-Produktion als Reparation demontiert. Die Herstellung von Zelluloid sowie dessen Vorstufe Kollodiumwolle und Decelith wurde wieder aufgenommen. 1946 bestimmte die sowjetische Werkleitung die Einrichtung einer Wasserstoffperoxidanlage, die 1948 in Betrieb ging. Ein Jahr später wurde die Produktion von Kaliumpersulfat und Derivaten von Wasserstoffperoxid aufgenommen. 1950 eröffnete die Herstellungslinie von Perkasil, einer Additionsverbindung von Wasserstoffperoxid an Natriumcarbonat, die als Sauerstoffträger für die Waschmittelindustrie benötigt wurde. Im selben Jahr nahm man auch die Produktion von Fahrradbereifung unter dem Namen Krepp-Decelith auf Basis von Decelith (weich) auf. Aufgrund mangelnder Qualität konnte sich das Produkt jedoch nicht durchsetzen, die Herstellung wurde nach kurzer Zeit wieder eingestellt.
Als das Werk 1953 in den Besitz der DDR überging, wurde die Herstellung von Decelith-Halb- und Fertigfabrikaten, die hauptsächlich von der Bauindustrie benötigt wurden, weiter ausgebaut. Da das ECW den Bedarf allein nicht decken konnte, wurden neue Werke in unter anderem in Osternienburg errichtet, die sich darauf spezialisierten. 1958 nahm der Betrieb die Produktion von transparenten Schläuchen aus PVC auf, die für Milchleitungen in Melkanlagen gebraucht wurden. In den 1950er Jahren wurden neue thermoplastische Kunststoffe in das Programm aufgenommen. So kam 1959 die Produktion von Halbzeugen des thermoplastischen PS-Kunststoff unter dem Namen Saxerol zur Produktpalette hinzu, die weiterverarbeitet unter anderem bei der Innenverkleidung von Kühlschränken Verwendung fanden. Im selben Jahr begann die Herstellung von Polyethylen und Polypropylen in Form von Tafeln, die unter der Marke Saxolen vertrieben wurden und zum Beispiel in der Galvanotechnik sowie der Luft- und Klimatechnik gebraucht wurden. 1963 wurden organische Peroxide mit in die Produktion aufgenommen, zum Beispiel Dibenzoylperoxid.
Celluloseacetat war ein geeignetes Material zum Ersatz des leicht entflammbaren Zelluloids. Unter anderem verwendete die Filmfabrik Wolfen dieses ab Ende der 1950er Jahre. Von 1961 bis 1964 wurde im ECW eine neue Celluloseacetat-Abteilung nach sowjetischem Vorbild aufgebaut, um die bisherige Abhängigkeit von teuren Importen dieser Substanz aus den NSW zu beenden. Der Probebetrieb startete Anfang Mai 1963. Das ECW war Alleinhersteller dieses Produktes in der DDR, welches nun mit sowjetischen und inländischen Rohstoffen produziert werden konnte. Der Produktionsausstoß betrug etwa 6.000 Tonnen jährlich, was jedoch nur den Inlandsbedarf abdecken konnte. Mit Hilfe von Weichmachern und anderen Stoffen wurde das Celluloseacetat auch granuliert. Aus diesem Granulat, das unter dem Handelsnamen Saxetat geführt wurde, wurden später Griffe von Handwerkzeugen, Kämme, Bürsten oder Sanitärartikel hergestellt. 1976 und 1977 wurde eine Anlage für Celluloseacetat-Tafeln aufgebaut, die für die Herstellung von Brillenfassungen von Bedeutung waren. 1979 wurde eine neue Alkoholisierungsanlage für die Cellulosenitrat-Abteilung in Betrieb genommen. 1981 nahm der erste Roboter im ECW seine Arbeit in der Palettierung der Granulatsäcke auf. Am Lauchberg  produzierte man auf einer modernen, aus dem kapitalistischen Ausland stammenden Plattenanlage Polystyroltafeln.
Um den Vorgaben der Konsumgüterproduktion in der DDR nachzukommen, produzierte das ECW im Werk III zudem Wellfolie für den privaten Gebrauch, Kunststoff-Wäschetrockner sowie Koppelhalter für die Spinde der Angehörigen der bewaffneten Organe der DDR. Oft wurden diese Arbeiten von Schülern im Rahmen des polytechnischen Unterrichts (z. B. ESP oder PA) oder in Ferienarbeit verrichtet. Ferner formten Schüler in einer Werkstatt auf dem Stammwerksgelände Bewehrungselemente für das Betonwerk Laußig.
Nach der Wende waren die meisten Betriebsteile nicht konkurrenzfähig und mussten nach und nach schließen. Unter anderem war die im ECW mit dem sehr viel Strom benötigenden Elektrolyseverfahren betriebene Peroxidproduktion zu teuer. Bis heute wird vom Polyplast Compound Werk das Decelith (hart und weich) hergestellt, sowie der TPE-Compound Saxomer, der PP-Compound Saxene und der PA-Compound Saxomid.

## Energieversorgung

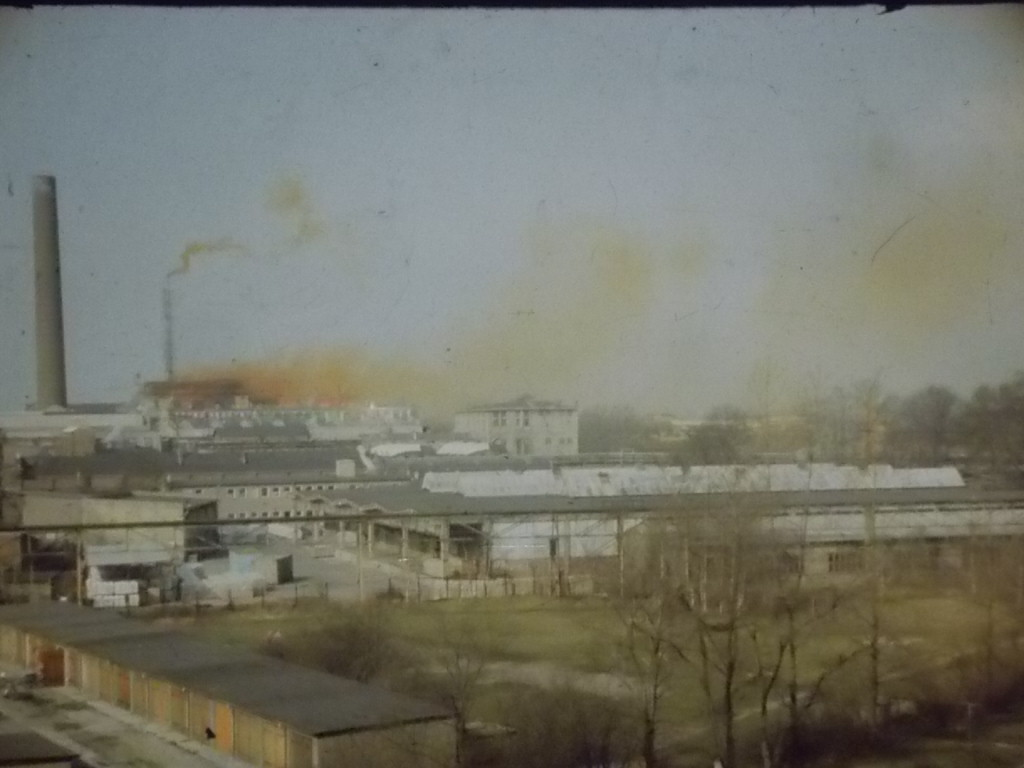
Das ECW von Südosten (um 1984): Hinten das alte Kesselhaus mit dem gekürzten Schornstein. Im Mittelgrund (hinter den Garagen) die Rohrbrücke zum Verspülen der Asche vom Kraftwerk an der Ziegelstraße in den Oberförsterwerder. In der rechten Bildhälfte die große Versandhalle (Bau 170). Die Aufnahme entstand anlässlich einer Havarie in der NC-Abteilung.

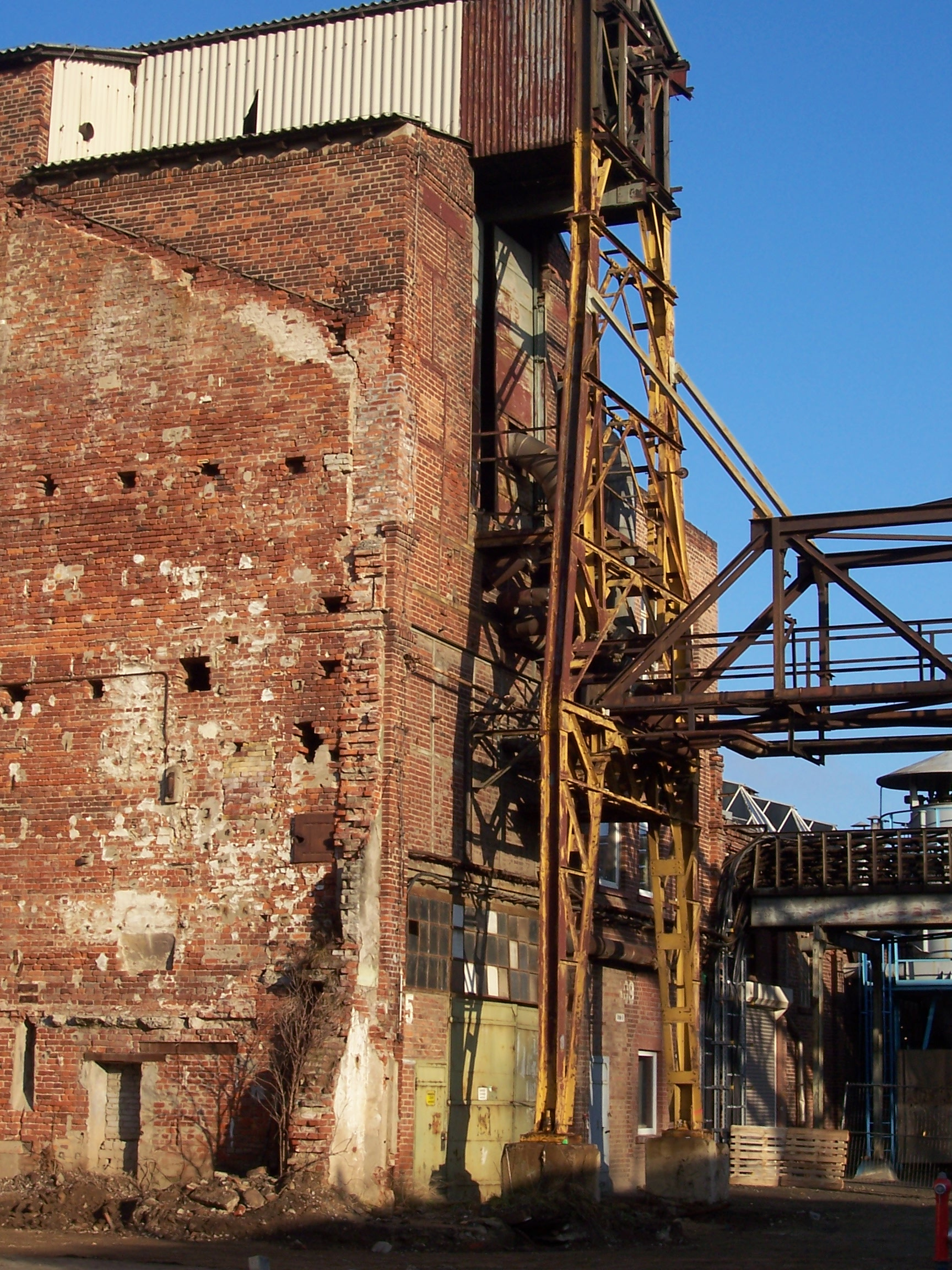
Altes Kesselhaus kurz vor dem Abriss 2007; Reste der alten Kohlebandanlage sind noch erhalten

Im Jahre 1916 wurde erstmals ein werkseigenes Kraftwerk errichtet. Es verfügte über zehn Dampferzeuger mit je 10 Tonnen Dampf pro Stunde. Ab den 1930er Jahren konnte der Dampf mit Hilfe der fortschrittlichen Kraft-Wärme-Kopplung nach der teilweisen Entspannung in den Turbinen noch als Energieträger in der Produktion weitergenutzt werden. Mit einer verkleideten Bandanlage wurde die Kohle von der Entladestelle zum Kesselhauses transportiert. 1935 wurde zudem südlich der Ziegelstraße, außerhalb des eigentlichen Betriebsgeländes, ein Heizhaus mit zwei Kohlestaubkesseln mit je 30 Tonnen Dampf pro Stunde errichtet. Damit hatte die Fabrik für kurze Zeit zwei nebeneinander bestehende Heizwerke. 1945 wurden sowohl drei Kessel des alten Heizhauses, als auch die Bandanlage und die beiden Kohlestaubkessel als Reparation von der Sowjetarmee abgebaut.
In den Anfangsjahren wurde die entstandene Asche auf Loren abtransportiert und zu den verschiedenen Ablagerungsorten gefahren. 1953 ging man dazu über, die Asche im so genannten Ascheverspülungsverfahren mit Wasser zu vermischen und über ein Rohrsystem in den Oberförsterwerder nördlich von Eilenburg-Ost zu leiten.
Als in den 1950er Jahren mit Aufnahme weiterer Produktionen die von den sieben verbliebenen Kesseln erzeugte Energie nicht mehr ausreichte, wurde an der Stelle, an der sich bis 1945 die beiden Kohlestaubkessel befanden, ein neues Heizwerk mit zwei Rostfeuerungskesseln errichtet. 1954 begann der Bau des Werkes, der 1957 mit Inbetriebnahme des zweiten Kessels vorerst abgeschlossen war. Als Anfang der 1960er Jahre die Abteilung für Celluloseacetat aufgebaut wurde, mussten im neuen Heizhaus zwei weitere Kessel den Betrieb aufnehmen. Diese hatten jeweils eine Leistung von 64 Tonnen Dampf pro Stunde. Gleichzeitig wurden ein im weiten Umkreis auffallender, 120 m hoher Betonschornstein, und südlich des neuen Heizwerkes, neben dem ehemaligen Serumwerk, ein Rohbraunkohlelagerplatz und -bunker mit Entladestation für Ganzzüge errichtet. Von dort aus gelangte die Kohle über eine Bandanlage in die Brecherstation, wo sie zerkleinert und von dort zu den Kesseln weitertransportiert wurde. Angelieferte Kohle, die nicht sofort verbrannt werden konnte, wurde mit Planierraupen auf eine Vorratshalde geschoben und dort verdichtet, da die wasserhaltige Rohbraunkohle in Verbindung mit dem Sauerstoff in der Luft zur Selbstentzündung neigt. Die Halde war später mit einer Flutlichtanlage ausgestattet worden. Das alte Kesselhaus war von nun an nur im Bedarfsfall bis zur endgültigen Abschaltung 1967 am Netz.
Direkt neben dem alten Heizhaus befand sich das ebenfalls 1916 errichtete Turbinenhaus, das mit vier Dampfturbinen eine Leistung von insgesamt 16,2 Megawatt hatte. Das ECW war verpflichtet, aus dem werkseigenen Kraftwerk Strom in das Verbundnetz einzuspeisen. Außerdem versorgte das ECW im Stadtteil Ost 1200 Wohnungen, mehrere Kindergärten, -krippen und Schulen sowie eine Schwimmhalle mit Fernwärme. Hinzu kam die Versorgung mehrerer Industriebetriebe, z. B. des Möbelwerkes Eilenburg.
Wegen Verschleißerscheinungen an den Kesseln erhielt das ECW 1985 einen transportablen Ölheizkessel mit einer Leistung von 15 Tonnen Dampf pro Stunde. Ein Jahr später wurden die beiden in den 1950er Jahren in Betrieb genommenen Kessel saniert, so dass die ebenfalls verbrauchten Kessel aus den 1960er Jahren in der Leistung zurückgefahren werden konnten. Nachdem ab 1990 nach und nach die einzelnen Betriebsteile des ECW schlossen, wurde auch die Leistung des Kraftwerks heruntergefahren. Eine vollständige Stilllegung kam zu diesem Zeitpunkt jedoch noch nicht in Frage, da die Fernwärmeversorgung im Stadtteil Ost weiterhin gewährleistet sein musste. Daraufhin übernahmen die neugegründeten Stadtwerke Eilenburg 1996 das ECW-Kraftwerk. Der Betrieb lief zuletzt mit nur noch einem Schwerölkessel und endete 1999 mit der Inbetriebnahme des neuen Blockheizkraftwerks in der Ernst-Mey-Straße. Der Abriss des alten Kraftwerks erfolgte in den beiden darauffolgenden Jahren, wobei die Sprengung des 120 Meter hohen Schornsteins am 15. Februar 2002 unter großem öffentlichen Interesse stattfand. 2007 folgte noch der Abriss des seit 1967 ungenutzten ersten Kesselhauses.

## Beschäftigtenzahl
| 1888 | 142   |
| 1899 | 300   |
| 1911 | 400   |
| 1914 | 730   |
| 1931 | 922   |
| 1932 | 687   |
| 1936 | 1.432 |
| 1937 | 1.652 |
| 1960 | 2.434 |
| 1987 | 2.296 |

Die Beschäftigten des Walzensaals posieren am 17. November 1911 für ein Gruppenbild vor dem Produktionsgebäude.

Das Unternehmen nahm in den 1880er Jahren seinen Betrieb mit etwa 140 Mitarbeitern auf. Anfang des 20. Jahrhunderts erschloss sich die Aktiengesellschaft weitere Geschäftsfelder, so dass der Produktionsstandort weiter wuchs. Damit stieg auch die Zahl der Beschäftigten stark an, 1911 auf 400. Zum Ausbruch des Ersten Weltkrieges umfasste die Belegschaft etwa 730 Arbeiter. Während des Krieges, als die Produktion hauptsächlich auf Schießbaumwolle umgestellt wurde, war ein sprunghafter Anstieg auf bis zu 2.000 zu verzeichnen. Nach dem Krieg nahm die Zahl wieder ab. Ein starker Einbruch der Beschäftigtenzahl liegt in den Auswirkungen der Weltwirtschaftskrise 1929 begründet: mit noch über 900 Mitarbeitern im Jahr 1931 sank die Zahl im Laufe des Jahres 1932 auf unter 700. Schon zum Ende des Jahres 1932 stieg die Zahl wieder leicht auf 740, etwa der Belegschaftsstärke der Vorkriegsproduktion. Mit diesen Zahlen war das Unternehmen allerdings diese Zeit über immer noch der mit Abstand größte Arbeitgeber Eilenburgs.
Mit Entwicklung des Decelith-Kunststoffes und der allgemeinen wirtschaftlichen Erholung in den 1930er Jahren stieg die Mitarbeiterzahl wieder an. Bis 1937 stieg die Beschäftigtenzahl auf über 1.600 stark an. Dieser Aufwärtstrend setzte sich auch in den Jahren des Zweiten Weltkrieges fort, als in der Fabrik vorrangig Schießpulver hergestellt wurde. Die Arbeiterschaft setzte sich zu großen Teilen aus Fremdarbeitern und Kriegsgefangenen zusammen, die Zahl überstieg in jenen Jahren die Marke von 2.500 Beschäftigten. Nach dem Krieg wurde der Betrieb im Juni 1945 mit etwa 160 Leuten wieder aufgenommen. Durch die Beseitigung der Kriegsschäden und der Errichtung neuer Produktionsanlagen, wie der Celluloseacetat-Abteilung, wurde die Mitarbeiterzahl wieder stark gesteigert; Anfang der 1960er lag sie bei über 2.400 Arbeitern. Dieses Niveau wurde bis zur Wiedervereinigung etwa gehalten, wenngleich 1987 mit knapp 2.300 Arbeitskräften bereits ein leichter Rückgang zu verzeichnen war. Heute arbeiten auf dem gesamten ehemaligen Betriebsgelände noch etwa 200 Menschen.

## Werkbahn
Die Deutsche Celluloid-Fabrik bzw. das Eilenburger Chemiewerk verfügten von 1892 bis 1998 über einen Gleisanschluss und eine seit 1917 in Unternehmensregie betriebene Werkbahn. Die Gleisanlagen wuchsen entsprechend den Werkserweiterungen im Laufe der Geschichte auf etwa 17 Kilometer im Jahr 1992. Es gab einen Übergabebahnhof, den Betriebsbahnhof und zuletzt auch einen Containerbahnhof. Nach dem Niedergang des Chemiewerks kam auch das Ende für die Werkbahn, die zuletzt noch Schutt- und Schrottzüge beförderte. Im Laufe der Zeit führte der Betrieb mindestens zwölf Lokomotiven, wobei die Dampfspeicherlokomotiven aufgrund der Explosionsgefahr in der Celluloid-Herstellung vorherrschend waren. Heute sind alle Anlagen der ehemaligen Werkbahn abgebaut. Der vom Netz getrennte Übergabebahnhof an der Bahnstrecke Pretzsch–Eilenburg ist noch vorhanden und verwildert.

## Trivia
Das ECW verfügte über eine eigene, von der Leitung der SED-Betriebsparteiorganisation des Werkes herausgegebene Betriebszeitung. Das Kollektiv erschien in der Regel 14-täglich von März 1954 bis November 1989.

## Weiterführende Informationen

### Archivbestände
- Beständeübersicht der Deutschen Celluloid-Fabrik aus den Jahren 1887 bis 1948 im Staatsarchiv Leipzig (10,15 lfm)
- Beständeübersicht der SAG Eilenburger Celluloid-Werk aus den Jahren 1924 bis 1954 im Staatsarchiv Leipzig (7 lfm)
- Beständeübersicht des VEB Eilenburger Chemie-Werk aus den Jahren 1949 bis 1988 im Staatsarchiv Leipzig (58,81 lfm)

Außerdem verfügen über Archivalien das Bundesarchiv (1923–1990), das Hessische Hauptstaatsarchiv (1926–1958), das Landesarchiv Sachsen-Anhalt (1946–1947), die Deutsche Fotothek an der SLUB Dresden, das Stadtarchiv Eilenburg und das Stadtmuseum Eilenburg. Weitere Recherchemöglichkeiten listet die Seite histsax.hypotheses.org auf.

### Filme
Die aus einer Kulturgruppe des ECW hervorgegangene Amateurfilmgemeinschaft Eilenburg veröffentlichte seit ihrer Gründung 1958 mehrere Filme über das Eilenburger Chemiewerk. Darunter befindet sich auch der Film 120 Jahre danach anlässlich des Gründungsjubiläums 2007.
- 120 Jahre danach – ECW: die endliche Geschichte eines Chemiewerkes Teil 1 auf Youtube
- 120 Jahre danach – ECW: die endliche Geschichte eines Chemiewerkes Teil 2 auf Youtube
- Decelith aus Eilenburg – Die Geschichte des Eilenburger Chemiewerks auf Vimeo, ein Film von Adrian Bircken unter Mitarbeit des Stadtmuseums Eilenburg